# الدوري الياباني لكرة القدم للسيدات 1989
الدوري الياباني لكرة القدم للسيدات 1989 (باليابانية: 第1回日本女子サッカーリーグ) هو موسم من الدوري الياباني لكرة القدم للسيدات. فاز فيه Suzuyo Shimizu FC Lovely Ladies ‏.